# Streženice
Streženice (hongrois : Kebeles) est un village de Slovaquie situé dans la région de Trenčín.

## Histoire
La première mention écrite du village date de 1408.

## Démographie

### Évolution de la population
| Année:               | 1994. | 2004.    | 2014.    | 2024.    |
| -------------------- | ----- | -------- | -------- | -------- |
| Nombre de personnes: | 769   | 853      | 949      | 1105     |
| Différence:          |       | +10,92 % | +11,25 % | +16,43 % |

| Année:               | 2023. | 2024.   |
| -------------------- | ----- | ------- |
| Nombre de personnes: | 1084  | 1105    |
| Différence:          |       | +1,93 % |